# Centre urbain de commune rurale
Cet article court présente un sujet plus développé dans : Ville (Maroc).
Au Maroc, un centre urbain de commune rurale est une localité de commune rurale considérée comme urbaine par le recensement et dotée d'un code géographique ; toutes les communes rurales ne disposant pas de ce type de localité et une commune rurale, telle My Abdellah, pouvant comprendre plus d'un centre urbain. 
En dehors du fait que c'est un établissement humain, il s'agit sur le plan institutionnel d'une unité purement statistique, n'équivalant donc pas à une subdivision administrative et définie selon des critères telle une population active majoritairement non agricole. La population de ce type de localité, érigée en tant que centre urbain de commune rurale par le Haut-Commissariat au plan à l'occasion d'un recensement, sert à définir la population urbaine du pays avec celle des communes urbaines — dites aussi « municipalités », la commune étant une collectivité territoriale — et peut être plus importante que celle d'une commune urbaine.
Ces centres urbains et leurs communes d'appartenance portent souvent le même toponyme.